# Escadrille 5
L'escadrille 5 est une unité de l'aéronautique militaire française pendant la Première Guerre mondiale. Elle change plusieurs fois de nom pour devenir successivement l'escadrille MF 5, F 5 et SOP 5 et  SAL 5.

## Historique
L'escadrille 5 est créée en décembre 1912 à Épinal, sous le nom d'escadrille MF 5 car elle est équipée d'avions Maurice Farman. Elle participe aux grandes manœuvres de septembre 1913 dans le Sud-Ouest, au sein du « parti bleu » du général Paul Pau. Lorsque la Première Guerre mondiale éclate, l'escadrille est rattachée au 1er groupe d'aviation et à la 1re armée, dont le quartier général se trouve à Épinal, qui est aussi la base de l'escadrille 5. Cette dernière opère un moment dans la région avant d'être transférée à Belfort et d'être affectée le 26 août 1914 à la défense de la place fortifiée. Elle y reste environ un mois, avant de gagner Villers-lès-Nancy le 24 septembre 1914 puis Toul le 4 octobre. L'escadrille 5 opère ainsi dans la zone du saillant de Saint-Mihiel jusqu'en mars 1915 (elle est rattachée à la 2e armée en janvier).
Après un bref passage par Verdun en mars 1915, l'escadrille MF 5 revient à Toul en avril et y reste plus d'un an, jusqu'en juin 1916. En 1916 justement, elle est renommée pour devenir l'escadrille F 5 après son rééquipement avec des Farman F.40 et F.42. Elle passe ensuite à Bar-le-Duc le 16 juin, puis Lemmes le 23, avant d'être engagée dans la bataille de Verdun pendant l'été sous le commandement de la 1re armée. C'est lors de cette bataille que l'escadrille subit ses premières pertes au combat, le 15 décembre 1916 : l'avion du sergent/pilote Marcel Gelle et du sous-lieutenant/observateur Fernand Gailly est abattu lors d'un combat aérien au-dessus du bois des Caurières (près du fort de Douaumont),. Les deux hommes sont tués dans le crash. Le 27 décembre suivant, l'équipage du sergent Daniel Fusier et du lieutenant Jacques Thamin est porté disparu lors d'une reconnaissance autour de Louvemont-Côte-du-Poivre,. 

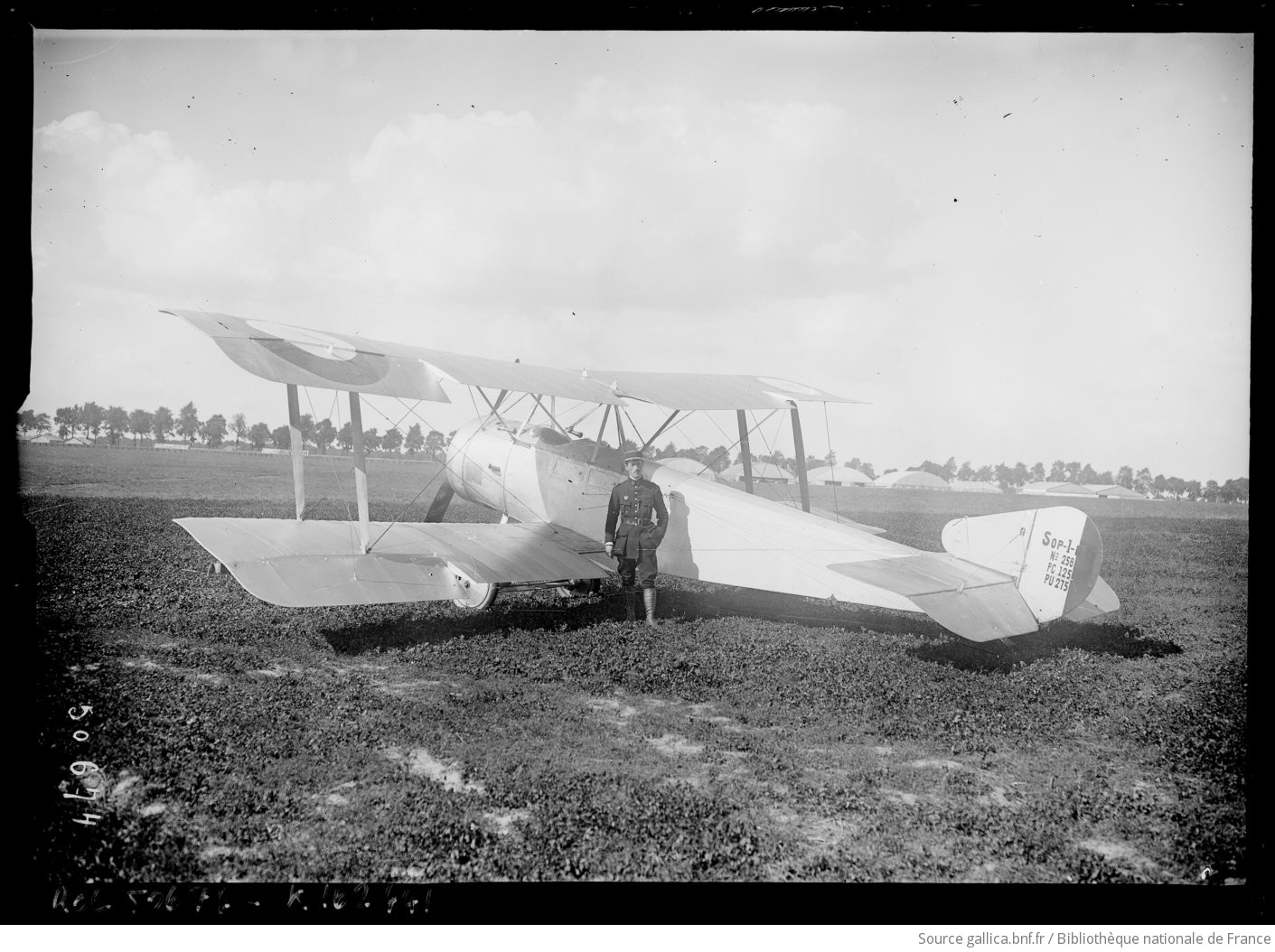
Le sous-lieutenant Jean Baumont, pilote militaire mais aussi photographe de l'Agence Rol, posant devant un Sopwith 1A2 de l'escadrille 5, en 1917.

En février 1917, l'escadrille 5 est rattachée au 15e corps d'armée pour soutenir ses opérations dans le secteur de Vaux-devant-Damloup et y reste jusqu'en juin, lorsqu'elle passe sous les ordres du 33e corps, fraîchement retiré de la bataille de Chemin des Dames. L'escadrille 5 va soutenir les opérations de ce corps d'armée pendant une brève période puisqu'elle passe sous les ordres du 6e corps dès novembre 1917 et reste dans cette grande unité jusqu'à la fin de la guerre. Elle va cependant perdre plusieurs hommes au combat : le brigadier Max Dubourg, blessé au combat et qui meurt le 11 mars 1917, puis le lieutenant Claudius Raphoz, tué lors du bombardement de l'aérodrome de l'escadrille, à Lemmes,. Peu de temps avant son rattachement au 6e corps (en septembre), l'escadrille change une nouvelle fois de nom pour devenir l'escadrille SOP 5 (en raison de sa transition des Farman F.40 vers des Sopwith 1A2, l’appellation française du Sopwith 1½ Strutter britannique. 
L'escadrille 5 soutient ensuite son corps d'armée dans la seconde bataille de Picardie en 1918, avant d'occuper le secteur compris entre le col de la Chapelotte et Bezange-la-Grande entre mai et octobre. Elle va subir plusieurs pertes dans cette dernière année de combat. Le 17 mai 1918, le brigadier Émile Bévalet et le sous-lieutenant Edmond Gaillard sont tués au combat près des collines surnommées les « Jumelles d'Arracourt », sur la commune d'Athienville,. Le 13 juillet, un mitrailleur est tué au combat tandis que son pilote, Gaston Clerc, n'est que blessé. Ce dernier est cependant tué à son tour le 7 septembre, dans un combat auquel son observateur survit,. Le 13 juillet 1918 également, l'escadrille change de nom une dernière fois et devient l'escadrille SAL 5 après avoir été rééquipée de Salmson 2. 
Le 6e corps est retiré du front à la fin du mois d'octobre 1918 et ne revient dans son secteur que le jour de l'entrée en vigueur de l'armistice. L'escadrille termine donc la guerre avec un bilan de deux victoires aériennes homologuées et une autre probable, au prix de 9 tués au combat, 6 tués dans des accidents, 6 blessés au combat et 6 blessés dans des accidents. 
Après la fin de la guerre, l'escadrille 5 passe en février 1919 sous le commandement du groupe d'observation 121 et est basée à Rustenhart (Haut-Rhin). Elle est dissoute le 18 juillet 1919 et ses traditions n'ont pas été reprises depuis.

## Symbolique
L'escadrille 5 a utilisé deux symboles au cours de la Première Guerre mondiale. D'abord, son emblème représente une étoile rouge dans un V lui aussi rouge. Elle passe ensuite (en juillet 1918) à une étoile ailée dans un fer à cheval. Les ailes de l'étoile dépassent d'un cercle jaune sur lequel est inscrit « escadrille SAL 5 » .
| Photo noir et blanc de militaires posant devant une carcasse d'avion. · Photo noir et blanc de militaires posant devant une carcasse d'avion. |

## Liste des commandants
- Capitaine Voisin (décembre 1912 - 15 mars 1913)
- Capitaine Gaston de Saint - Quentin (15 mars 1913 - 9 juin 1913)
- Capitaine Michel Le Ray d'Abrantès (9 juin 1913 - 2 mai 1915)
- Capitaine Paul Bordes (2 mai 1915 - 2e trimestre 1916)
- Capitaine Henri de Drouas (2e trimestre 1916 - septembre 1916)
- Capitaine Georges Mailfert (septembre 1916 - 6 mars 1917)
- Capitaine Franck de Peyronnet (6 mars 1917 - octobre 1918)
- Lieutenant Ernest Meunier (octobre 1918 - début 1919)
- Capitaine Jean Le Tourneur d'Ison (début 1919 - mai 1919)
- Lieutenant Henri Thérond (mai 1919 - 14 août 1919)

## Appareils utilisés
Pour remplir son rôle d'observation et de reconnaissance, l'escadrille 5 utilise au cours de son histoire les types d'appareils suivants (avec les dates d'adoption entre parenthèses) :
- Farman MF.7 (août 1914)
- Farman MF.11 (début 1915)
- Farman F.40 et F.42 (1916)
- Sopwith 1A2, 10 exemplaires (septembre 1917)
- Salmson 2A2, 13 exemplaires (juillet 1918)

## Personnalités
Parmi les membres connus de l'escadrille 5, on retrouve le sous-lieutenant André Aristide Quennehen, spécialiste de la reconnaissance cité à l'ordre de l'armée et mort de ses blessures après un accident sur l'aérodrome de Villacoublay le 31 mai 1916,.

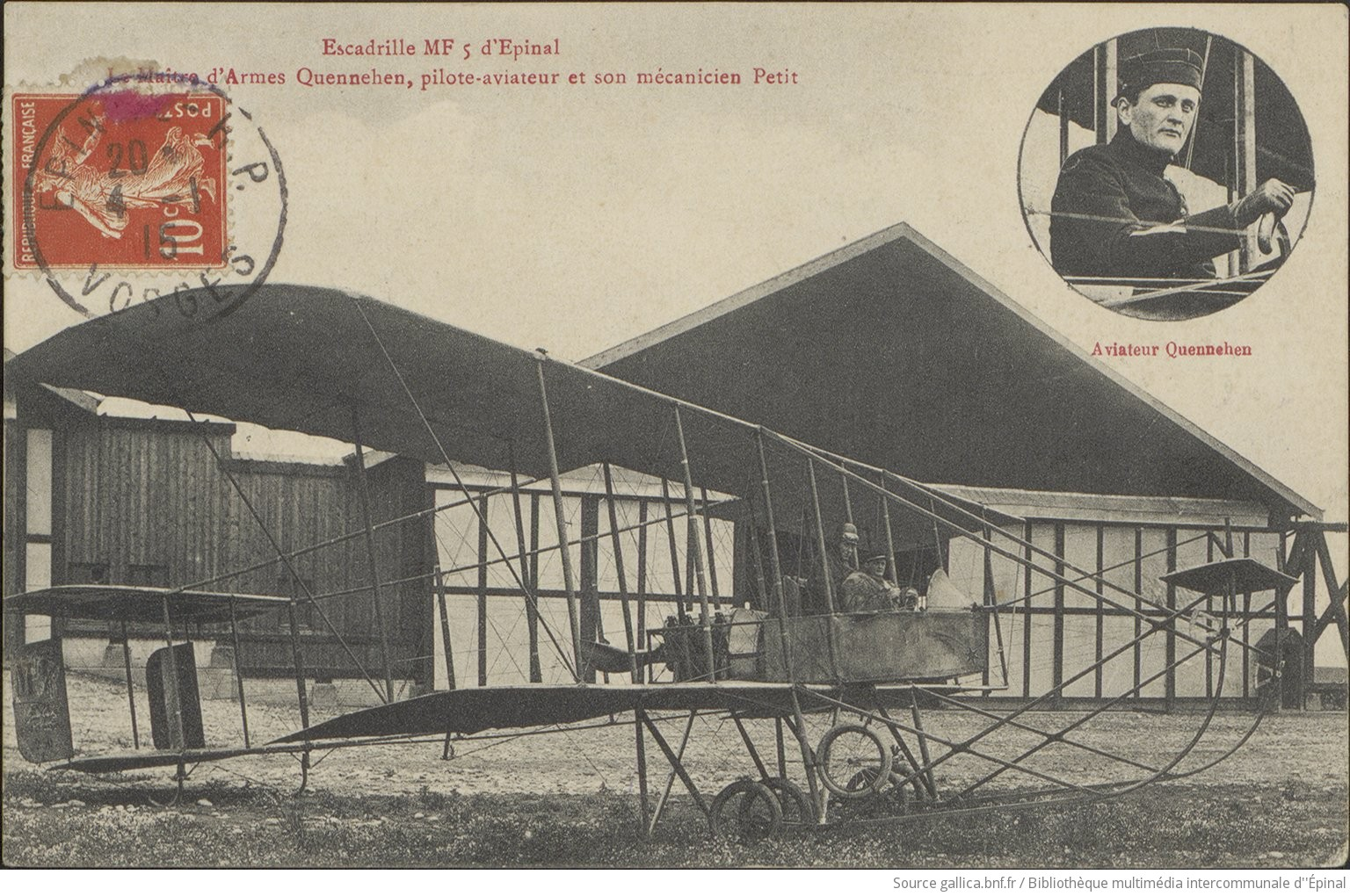
Carte postale à l'effigie d'André Aristide Quennehen, aviateur de l'escadrille MF 5, avant la Première Guerre mondiale.